# Ovodda
Ovodda är en ort och kommun i provinsen Nuoro i regionen Sardinien i Italien. Kommunen hade 1 610 invånare (2017).